# 王国章
王国章（1937年—），河北定县人，中华人民共和国政治人物、外交官。
2000年，接替万永祥担任中华人民共和国驻朝鲜大使。2001年，由武东和接任。后担任第十五届全国中国共产党中央纪律检查委员会委员。